# Cayetano Pignatelli
Cayetano María Pignatelli Rubí y Corbera-Santcliment, III marchese di Rubí e IX barone di Llinars (Barcellona, 12 ottobre 1730 – 1795 o 1796) è stato un generale ed esploratore spagnolo.
Giocò un ruolo centrale nel determinare la politica spagnola nei confronti di Texas e Messico. Abbandonò le colonie spagnole ad est del Texas nel XVIII secolo.

Stemma Pignatelli

## Biografia
Cayetano Pignatelli nacque a Barcellona il 12 ottobre 1730, figlio di Francisco Pignatelli y de Aymerich, tenente generale del regno di Aragona ed ambasciatore in Francia, e di María Francisca Rubí i Corbera-Santcliment, II marchesa di Rubí e VIII baronessa di Llinars. Il marchese di Rubí era il nipote del VI principe di Belmonte, Don (Giuseppe) Antonio Pignatelli y Aymerich. Un'altra sua zia, famosa per essere stata protettrice e amica del poeta Metastasio, era Doña Marianna Pignatelli y Aymerich, contessa di Althann, dama di corte dell'Imperatrice Elisabetta Cristina di Brunswick-Wolfenbüttel, consorte di Carlo VI e madre di Maria Teresa d'Austria.

### Carriera militare
Pignatelli, che raggiunse il grado di maresciallo di campo e di cavaliere commendatore dell'ordine di Alcántara, giunse a Veracruz il 1º novembre 1764 con la spedizione di Juan de Villalba, mandato in Nuova Spagna per organizzare un esercito regolare ed unità di milizia coloniale. Il 7 agosto dell'anno seguente re Carlo III lo nominò ispettore dei presidi di frontiera e lo incaricò di rimediare agli abusi economici e di altri problemi urgenti. Quando seppe del proprio incarico si trasferì a Città del Messico a metà del dicembre del 1765, e rimase nella capitale fino al marzo 1766, quando ricevette nuove istruzioni dal viceré Joaquín de Montserrat.
Nella seconda metà del XVIII secolo le frontiere settentrionali della Nuova Spagna erano calde a causa delle razzie indiane, tanto che la Corona trovò necessario ordinare un controllo con l'obbiettivo di spostare i presidi per evitare che altri insediamenti venissero abbandonati. Il marchese di Rubi fu assegnato all'investigazione di questo problema. Inizio i suoi controlli nel 1766. Gli ingegneri reali Nicolas de La Fora e Joseph de Urrutia assistettero Rubi stendendo i progetti dei presidi e disegnando mappe dell'area circostante.
Il 12 marzo Rubí partì verso Querétaro, e poi verso Zacatecas. Il 14 aprile fu raggiunto a Durango da Nicolás de Lafora, suo ingegnere e geografo, che tenne un diario del viaggio, così come lo stesso Rubí. Rubí iniziò l'ispezione in Nuovo Messico, spostandosi poi a Sonora, e quindi ad est verso Coahuila. Attraversò il Rio Grande nel luglio 1767, procedendo per il presidio di San Luis de las Amarillas (San Sabá) risalendo il fiume Nueces, dove visitò le fallite missioni di El Cañón. Abbandonò San Sabá il 4 agosto raggiungendo San Antonio de Béxar il 24 agosto 1767. Da San Antonio, Rubí viaggiò verso Los Adaes iniziando a controllarla il 14 settembre. In seguito esaminò anche i presidi di El Orcoquisac e La Bahía prima di lasciare il Texas a Laredo nel novembre 1767. In tutto, Rubí controllò i confini dal golfo della California alla Louisiana, mettendoci 23 mesi durante i quali percorse 12160 chilometri.
Come risultato suggerì alla Spagna di riorganizzare le proprie difese lungo un cordone di 15 presidi, a distanza di 160 chilometri uno dall'altro, dal golfo della California alla foce del fiume Guadalupe in Texas. Sopra a questa "vera" frontiera, che coincide grosso modo con l'attuale confine tra Stati Uniti e Messico, Rubí suggerì di mantenere le sole San Antonio e Santa Fe, ritenendo da evacuare il Texas orientale. Infine, a causa della perfidia e del doppiogiochismo, Rubí raccomandò una guerra di sterminio degli Apache Lipan. Tornò a Città del Messico nel febbraio 1768, compilando i resoconti ufficiali il 10 aprile.

### Nuovi regolamenti per i presidi
Passarono più di quattro anni prima che fosse emanato l'ordine reale noto come "Regolamenti per i Presidi". Come risultato dei consigli di Rubi, fu creata una nuova linea di difesa, furono comandati progetti di fortificazioni omogenee, e molte modifiche furono fatte ai regolamenti del personale militare. La nuova linea di fortificazioni era composta da 15 presidi situati ad intervalli di 40 leghe (o 192 chilometri), dal golfo della California al golgo del Messico. L'ordine di riallineare i presidi fu emanato il 10 settembre 1772.
I nuovi regolamenti ebbero enorme impatto sul Texas. Veniva chiesto l'abbandono di tutte le missioni e dei presidi del Texas, tranne San Antonio e La Bahía; il potenziamento di San Antonio designata nuova capitale del Texas; la rimozione di tutti i soldati e gli insediamenti del Texas orientale; e il rispetto di una nuova politica sugli indiani che voleva stabilire relazioni amichevoli con gli stati settentrionali. Quanto riguardava il Texas orientale fu fatto nel 1773, ma poco dopo ci fu il ritorno dei coloni che fondarono Nacogdoches nel 1779.

### Ultimi anni
Dopo essere salpato per Veracruz nel luglio del 1768, il resto della vita di Rubí è per buona parte oscuro. Fu chiamato a corte nel 1769 per difendere le proprie idee, ed era a Barcellona nell'aprile del 1772. Quando Carlo III morì nel 1788, Rubí potrebbe aver accettato il pensionamento all'età di 63 anni. Morì nel 1795 o nel 1796.